# Великий зручний диван
Великий зручний диван (англ. The Big Comfy Couch) — канадський комедійний телесеріал. Прем'єра відбулася в Канаді 2 березня 1992 року. Транслювався на каналі Treehouse до 1996 року та від 2002 до 2006 року.

## Сюжет
Лоонетте — маленька дівчинка з веснянками на обличчі живе у своєму будинку зі своєю найкращою подругою, лялькою Моллі. Більшість часу вони проводять на великій зручній канапі та постійно знаходять під подушкою найрізноманітніші дивовижні речі.

## У ролях
- Елісон Курт — Лоонетте
- Рамона Гілмор-Дарлінг — Лоонетте (від 2006)
- Боб Штутт — Моллі
- Боб Штутт — Фуззі
- Роберт Міллс — Фуззі
- Фред Стінсон — Енді Фолі
- Яні Лаусон — Джим Фолі
- Джекі Гарріс — Елен Фолі
- Сузанна Мерріам — Елен Фолі
- Гріндл Кучірка — Гарбанзо
- Боб Статт — Снісклфрітц
- Фред Стінсон — Бедхед
- Рабора Йогансон — Макассар
- Гарі Фармер — Воблі
- Едвард Кнаклс — Честер

## Список серій
Сезон 1

Епізод 1: Пиріг у небі (Pie in the Sky)